# Casa de Guzmán

brasão de armas da Casa de Guzmán

A Casa de Guzmán é uma antiga e nobre família espanhola que surgiu em Castela no século XII e se tornou uma das dinastias mais proeminentes do reino espanhol, e também tendo uma certa influencia em Portugal e outros reinos europeus até o século XVIII. A família originária deu origem a vários ramos, um dos quais se tornou Duques de Medina Sidonia do século XV ao século XVIII, por sua vez dando origem a outros ramos incluindo os Condes-Duques de Olivares.

## Origem
O fundador do que se tornou a Casa de Guzmán foi um nobre castelhano chamado Rodrigo Muñoz de Guzmán, que é visto pela primeira vez em meados do século XII ou XIII como tenente ( senhor ) de Roa e senhor da aldeia de Guzmán em Burgos. A família viria a ser conhecida por um apelido toponímico que indicava a sua origem nesta última aldeia. Rodrigo apareceu pela última vez em janeiro de 1186. No século XV, conforme relatado por Fernán Pérez de Guzmán em seu Generaciones y Semblanzas, a família desenvolveu múltiplas tradições de origem. Uma delas traçava a família de um certo conde Ramiro, que tomara por esposa ou amante a filha de um rei de Leão . Uma segunda lenda indicava que entre os participantes da Reconquista de diversas nações estava um irmão do Duque da Bretanha, chamado Gudeman (que significa 'homem bom'). A lenda, relatada por Fernán Pérez de Guzmán, conta que Gudeman permaneceu ao sul dos Pirenéus, casado na linhagem do Conde Ramiro, e a família derivou seu nome dele, na forma derivada de Guzmán. Fernán Pérez de Guzmán descarta esta lenda sem suporte, dizendo que não há registros do conto, exceto pelas memórias dos homens. Tudo o que se sabe sobre a ancestralidade autêntica do fundador Rodrigo Muñoz é encontrado em seu patronímico e toponímico, indicando que seu pai se chamava Munio (ou talvez Nuño) e era de Guzmán. Os primeiros historiadores fariam de Ramiro Muñoz como avô de São Domingos, mas a pesquisa genealógica moderna não encontra evidências de tal conexão.
Um dos filhos de Rodrigo, Pedro Rodríguez de Guzmán foi morto lutando pelo rei Alfonso VIII de Castela na Batalha de Alarcos em 1195. O filho de Pedro, Guillén Pérez de Guzmán, lutaria pelo mesmo rei em Las Navas de Tolosa em 1212, e era pai do prefeito Guillén de Guzmán, uma das amantes do rei Afonso X de Castela e por ele mãe de Beatriz de Castela (1242–1303), rainha de Portugal.

## Ascensão à proeminência

Brasão de armas do Duque de Medina Sidonia

A família ganhou maior destaque sob a liderança de Alonso Pérez de Guzmán (1256–1309), também conhecido como Guzmán el Bueno (Guzmán o Bom), nobre e soldado sob Sancho IV de Castela .  Em 1282, o pai daquele rei, Alfonso X, recompensou os serviços de Guzmán com a vila de Alcalá Sidonia, hoje Alcalá de los Gazules, que o trocaria naquele mesmo ano pela Donadío de Monteagudo (hoje casa de fazenda no município de Sanlúcar de Barrameda ). Além disso, o rei o casou com María Alfonso Coronel, uma mulher rica que contribuiria para o casamento com um dote muito importante, composto por casas na colação (feligresía) de San Miguel em Sevilha, olivais de Torrijos (agora uma fazenda em Valencina de la Concepción), olivais de La Robaína (em Pilas), a cidade de Bollullos de la Mitación, as aceñas (moinhos de farinha) que estavam no rio Guadalete junto a Jerez de la Frontera, o pagamento da vinha La Ina ( agora um bairro rural em Jerez de la Frontera) e o pagamento da vinha de El Barroso (agora uma quinta em Jerez de la Frontera).
A linhagem Guzmán continuou durante toda a Idade Média na reconquista do sul da península contra os árabes e estabeleceu-se como uma casa nobre de primeira ordem, atingindo seu clímax com a conquista de Granada, desempenhando um papel de destaque na política castelhana. Esta linha de Guzman, como outras da Guerra Civil de meados do século XIV, dentro da guerra dos cem anos, continuou pela linha masculina a mudar o sobrenome para a linha feminina na herança familiar até 1779 no título principal com o de linhagem Álvarez de Toledo. 
Várias famílias nobres espanholas atuais derivam da Casa de Guzman: a Casa do Duque de Medina-Sidonia, como herdeiros diretos de Beatriz Castilla, e sua pequena Casa Ducal de Fernandina. Da Casa de Medinasidonia (Duques desde 1440) vêm as casas nobres menores dos Marquesados de Cazaza (na Casa de Guzmán desde 1504) e Gibraltar (criado em 1390 por Enrique de Guzmán, filho do Conde de Nevoeiro) de onde veio foram e há muitos cavalheiros na região de Cádis, na Espanha. 